# جبيلة فوقاني
جبيلة فوقاني قرية سوريّة تتبع إداريّاً لمحافظة حلب منطقة عين العرب ناحية مركز عين العرب، بلغ تعداد سكانها 175 نسمة حسب التعداد السكاني لعام 2004.